# Терно-Лозуватка
Те́рно-Лозува́тка — село в Україні, у Вишнівській селищній громаді Кам'янського району Дніпропетровської області. Населення становить 427 осіб.

## Населення
За даними всеукраїнського перепису населення 2001 року у селі мешкало 427 осіб.
Мова
Розподіл населення за рідною мовою за даними перепису 2001 року був наступним:
| українська | 420 | 98,36 |
| російська  | 2   | 0,47  |
| білоруська | 1   | 0,23  |
| вірменська | 4   | 0,94  |

## Географія
Село Терно-Лозуватка знаходиться на правому березі річки Лозоватка, у яку впадає річка Балка Кринички. Вище за течією на відстані 1 км розташоване село Лозуватка, нижче за течією на відстані 2,5 км розташоване село Саксагань, на протилежному березі — село Іванівка. Поруч проходить залізниця, зупинний пункт 88 км.